# Satoru Gojō
Satoru Gojo (五条悟 Gojō Satoru?) es un personaje del manga Jujutsu Kaisen. Gojo desempeña el papel de maestro de la clase de primer año en la escuela de magia de Tokio, donde se encuentran los tres protagonistas principales: Yūji Itadori, Megumi Fushiguro y Nobara Kugisaki. Su personalidad a menudo se presenta como descuidada y poco respetuosa hacia sus superiores. Aunque Gojo aparece desde el inicio de Jujutsu Kaisen, su debut oficial se produce en el capítulo «El niño maldito» de la precuela Jujutsu Kaisen 0, donde es interpretado por Yūta Okkotsu, un alumno del pasado con quien tiene una conexión importante.
El personaje ha sido ampliamente criticado y elogiado. Dentro de la base de lectores de Jujutsu Kaisen, su popularidad es innegable, ya que ha logrado posicionarse consistentemente en el Top 3 de diversas listas de personajes favoritos.

## Concepción y creación
En un fanbook oficial del manga, Gege Akutami compartió su intención de crear al personaje más formidable y distintivo posible. Reveló que la apariencia de Satoru fue inspirada no en Kakashi Hatake, un personaje de Naruto, sino en uno de los supervisores de los exámenes chūnin de la misma serie, quien llevaba vendajes similares a los que Gojo utiliza en la precuela. El diseño de Gojo está concebido para ser el de un hombre atractivo, a menudo referido como bishōnen. Sin embargo, Akutami admite que no puede imaginar a Gojo siendo fiel a una mujer en particular.
Park Sung-hoo, quien dirigió la primera temporada del anime y la película de Jujutsu Kaisen, comentó que adaptar una de las primeras escenas de Gojo, que involucra su expansión de dominio, fue particularmente desafiante para hacerla. Respecto a la película, Park destacó que, si bien la historia principal se centra en Yuta y Rika, también quería explorar la antigua amistad entre Gojo y Geto, destacando la importancia de más personajes del manga en la adaptación cinematográfica.

## Interpretaciones
Yuichi Nakamura da voz al personaje Satoru Gojō en la serie japonesa original. Desde escenas serias hasta escenas de bromas cómicas, el personaje tiene diferentes expresiones faciales, pero como jugaba sin restricciones en el rango de oscilación entre encendido y apagado, Nakamura reiteró en el sitio de grabación que disfrutaba de las bromas. El actor no encontró un cambio en la caracterización de Gojō, encontrando su tutoría de Yuta similar a la de los otros protagonistas de la serie principal Jujutsu Kaisen. Disfrutó de las múltiples grabaciones que tuvo, así como de las muchas relaciones escolares. Quedó impresionado por el trabajo de Megumi Ogata como Yuta por brindarle una amplia gama de emociones.
Kaiji Tang le da voz al personaje en inglés. Tang lo describió como "los trolls más trolls que jamás hayan existido en el anime troll". El actor señaló que el personaje se destaca por su carácter caprichoso y la forma en que interactúa con sus alumnos. También fue elogiado por lo simpático que parece debido a la naturaleza amable que retrata en series con una narrativa oscura y al mismo tiempo muestra poderes sobrenaturales interesantes que son difíciles de igualar. Tang aún notó que la arrogancia de Gojō era su único punto débil, lo que también lo hace parecer más humano ya que demuestra que él también puede cometer errores.

En otra entrevista, Tang comparó a Gojō con el personaje del cómic Clark Kent y creía que el encanto detrás del personaje era que, a pesar de su edad, Gojō actúa como un niño mimado. Antes de doblar a Gojō, Tang no había leído el manga Jujutsu Kaisen pero había oído hablar de él. Cuando fue elegido, Tang investigó leyendo el manga. Cuando interactúa por primera vez con Yuji Itadori, se observa que Gojō ve un lado oscuro de su personalidad rara vez explorado debido a cómo piensa en la idea de matar a un adolescente maldito, lo que lo lleva a ver más arrogancia en Gojō. A diferencia de sus trabajos anteriores como Gearless Joe de Megalobox o Archer de Fate/stay night, Tang siente que Gojō mira el mundo de una manera más infantil que sus personajes anteriores ya que, si bien Gojō ha visto varios desafíos en su pasado, ninguno de ellos tuvo un gran impacto en él.

## Personalidad
Satoru es una persona compleja, ya que generalmente es indiferente y juguetón con personas como sus estudiantes y compañeros de trabajo, pero antipático y cruel con los ancianos de los altos mandos del jujutsu. Tiene mucha confianza en sus habilidades y en su reputación como un poderoso hechicero, despreciando casualmente las amenazas personales de Sukuna y diciendo que podía derrotar al Rey de las Maldiciones incluso si resultaba ser una pelea intensa.
En una crisis, Satoru puede mantenerse tranquilo. Dará prioridad a destruir a sus enemigos antes que salvar a los inocentes cuando crea que el sacrificio es inevitable. Sin embargo, esto solo se extiende a las personas asesinadas por su oponente, es decir, Satoru no dañará ni matará a ninguna persona inocente para tomar ventaja. 
El objetivo de Satoru es reformar el mundo oculto y cambiar sus dogmas a través de la educación. Busca formar una nueva generación de exorcistas que, espera, algún día se convertirán en sus iguales.

## Apariciones

### Jujutsu Kaisen 0
Satoru hace su primera aparición en la precuela Jujutsu Kaisen 0 cuando intenta convencer a su superiores de que permitan que Yūta Okkotsu se una a la escuela de exorcismo. Posteriormente se convierte en su maestro y lo presenta a su clase compuesta por Maki Zenin, Toge Inumaki y Panda. Durante una batalla, Satoru se enfrenta a Miguel —un usuario maldito del equipo de Suguru— y logra derrotarlo fácilmente. Después de que todos los aliados de Suguru fuesen derrotados, Satoru va al instituto para enfrentarse a al susodicho. Luego de haber discutido con este, Satoru charla por última vez con él antes de asesinarlo. Luego se encuentra con Yuta y le informa que es un pariente lejano suyo. Cuando la maldición de Rika —la difunta amiga de Yuta— es destruida, Satoru dice que fue Yuta quien la maldijo y lo felicita por haberla exorcizado.

### Jujutsu Kaisen
En Jujutsu Kaisen es el encargado de ejecutar a Yūji Itadori cuando este se convierte en el recipiente de Sukuna. Sin embargo, Satoru logra aplazar su ejecución hasta que ingiera todos los dedos del demonio. Como resultado, se convierte en su maestro. En la pelea de Shibuya, Satoru descubre que el cuerpo difunto compañero, Suguro, está siendo poseído por una maldición. Tras intentar luchar por su propia cuenta, Satoru es sellado. No obstante, en algún momento del pasado, le pide a Yūta que proteja a Yūji en caso de que algo le sucediera. Luego de su derrota, Satoru es desterrado del mundo del jujutsu ya que lo proclamaron cómplice del incidente de Shibuya.

## Habilidades
Se dice que Satoru es uno de los exorcistas más poderosos de la serie, manejando inmensas cantidades de energía maldita y técnicas muy poderosas. Como estudiante, Satoru y Suguru eran considerados «los más fuertes», capaces de derrotar a las maldiciones de alto grado. Satoru, además de su abrumador nivel de energía maldita, también es un maestro de artes marciales increíblemente temible, con una destreza física extraordinaria para respaldar sus habilidades. Tiene una gran fuerza física para combatir poderosas maldiciones sin problemas, dando duros golpes e incluso siendo capaz de lanzarlos a gran distancia con una sola patada, como durante su pelea contra Jogo. Además, posee una gran velocidad, logrando seguir los movimientos de una maldición de Grado especial sin esfuerzo y lanzar puñetazos y patadas casi imperceptibles. Se ha demostrado que puede moverse más rápido de lo que el ojo puede percibir, y en su mayor hazaña de velocidad, viajó una gran distancia en una pelea y regresó al campo de batalla antes de que su oponente se diera cuenta de que incluso se había ido. Satoru ha demostrado ser bastante táctico y ser capaz de averiguar qué está planeando su oponente con la información suficiente.

## Recepción

### Popularidad

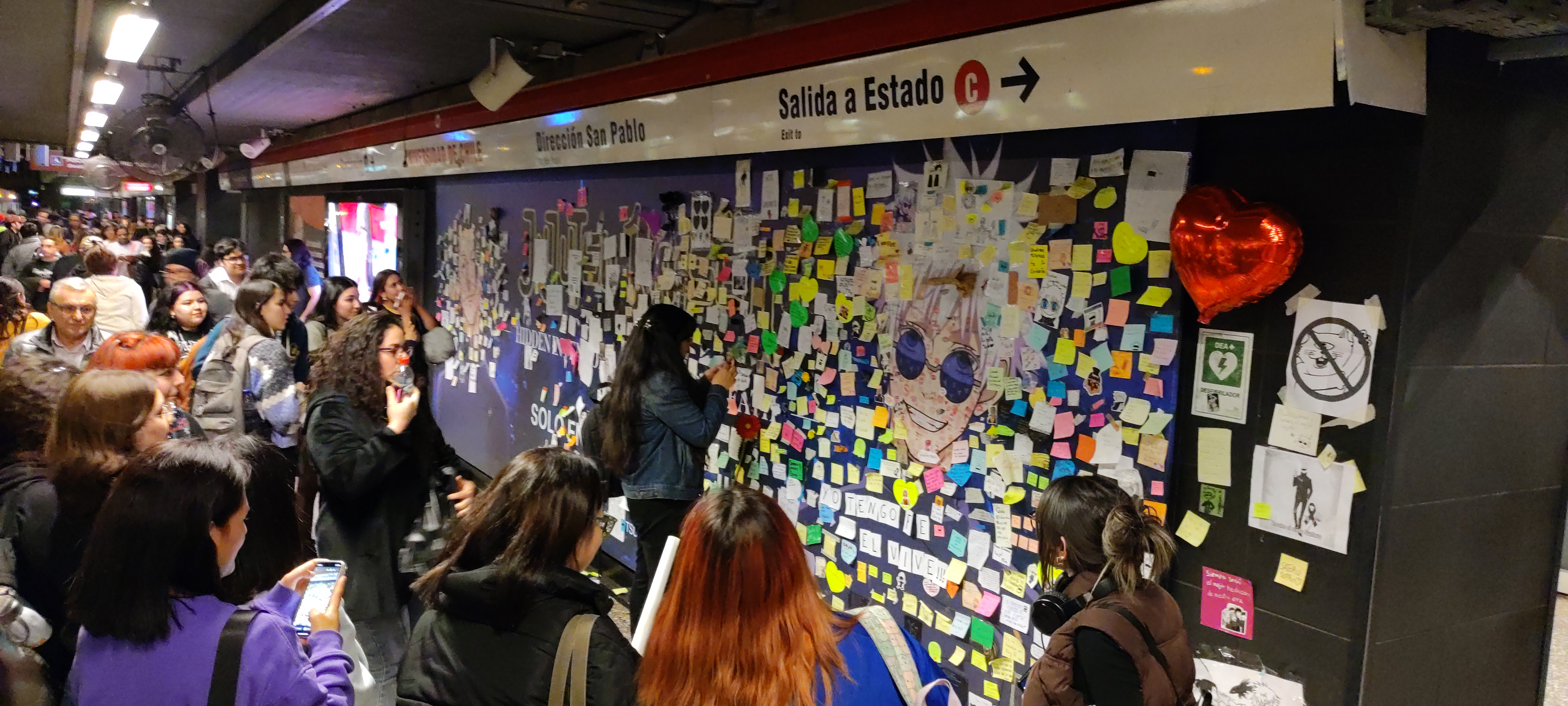
Memorial improvisado a Satoru Gojō en la estación Universidad de Chile del Metro de Santiago.

Satoru fue bien recibido por los lectores y críticos de la serie. En una encuesta de popularidad de Viz Media realizada en marzo de 2021, fue elegido como el personaje más popular de la franquicia. En los Crunchyroll Awards de 2021, Gojō fue nominado a mejor personaje masculino, mientras que su pelea contra Sukuna se destacó como la mejor del año. La actuación de Yuichi Nakamura como Satoru también se destacó como una de las mejores. En la promoción de la película Gekijō-ban Jujutsu Kaisen 0, se hicieron anuncios con Gojō como perro junto con SoftBank. En diciembre de 2021, MAPPA y Shūeisha también celebraron el cumpleaños de Gojō con PulpFiction Cine encontrándolo como uno de los personajes más populares de la serie mientras promocionaban la película. En una encuesta de 2021, realizada por LINE Research, Satoru ocupó el primer lugar en lo que respecta a los personajes de Jujutsu Kaisen.
El 21 de septiembre de 2023 un grupo de fanáticos de Jujutsu Kaisen comenzó a instalar velas y mensajes en un letrero publicitario de Crunchyroll instalado en un andén de la estación Universidad de Chile del Metro de Santiago. Con el paso de los días el lugar se convirtió en un improvisado memorial dedicado a Satoru Gojō, convirtiéndose en un fenómeno viral.

### Crítica
Comic Book Resources consideró que Gojō era el noveno personaje más maduro de la serie a pesar de su personalidad infantil, por lo que encontraron al personaje muy adorable entre los lectores del manga. En otro artículo, el mismo sitio lo consideró como uno de los personajes más peligrosos de la serie debido a sus poderes superiores que no pueden ser igualados por nadie más en el manga. IGN también comentó que Satoru es el personaje favorito de los fanáticos debido al enfoque de su personalidad. StudyBreak señaló que la extravagante personalidad de Gojō a menudo es un divertido alivio, citando cómo reacciona cuando Megumi es golpeado por una mujer, así como lo impresionante que se muestra en combate contra alguna amenaza.
A pesar de compararlo con otros maestros como Kakashi Hatake de Naruto, All Might o Shōta Aizawa de My Hero Academia, Bleeding Cool dijo que Gojō sigue siendo más agradable dentro de este arquetipo como resultado de cómo «el personaje es un equilibrio de frialdad afectiva con mucho poder que sigue eliminando cualquier ser peligroso», particularmente por lo cariñoso que es con sus estudiantes y el poder que muestra durante sus batallas. Un artículo sobre las diez mejores peleas del personaje también fue escrito por Comic Book Resources con su combate contra Jogo, siendo no solo la pelea mejor calificada en la que ha estado involucrado, sino también la mejor lucha de la serie. Al igual que CBR, Anime News Network elogió la escena de pelea que Gojō tiene contra Jogo por el manejo de las imágenes, encontrándola muy superior al trabajo anterior de MAPPA The God of High School, referido por el personal como «basura irredimible», no solo debido a la narrativa sino también al ritmo en el que fue manejada la escena de lucha de Gojō, haciendo que el anime de Jujutsu Kaisen desarrolle un buen potencial en el proceso. Si bien todavía encuentra a Gojō como un arquetipo debido a lo «roto» que es retratado, el crítico aún lo encontró agradable en cuanto a personalidad.
The Mary Sue encontró la caracterización de Satoru en Jujutsu Kaisen 0 idéntica a la serie principal como resultado de cómo entrena a los estudiantes, pero aun así declaró que el capítulo piloto ayudó a explorar más su pasado como resultado de su trágica amistad con Geto. Otaquest también comentó que las similitudes y la importancia de la relación entre Satoru y Geto, que terminó de una manera que sorprendió a los lectores. Manga News esperaba centrarse más en la relación entre ambos.
El personaje de Gojō ha sido popular en el ámbito social. Después de la adaptación al anime de los flashbacks de la juventud de Geto y Gojō, Ana Diaz de Polygon notó que había varios fanáticos que hacían historias de dōjinshi con ellos que se volvieron virales. En septiembre de 2023, las filtraciones del capítulo 236 del manga causan una gran controversia en línea entre los fanáticos de la serie. El contenido del capítulo sorprendió tanto a los fanáticos que recurrieron a las redes sociales para reaccionar ante el nuevo desarrollo. En el momento de la publicación, el hashtag "#GojōSatoru" era tendencia en X con más de 11.400 publicaciones.